# Cottus paulus
Cottus paulus е вид лъчеперка от семейство Cottidae. Видът е критично застрашен от изчезване.

## Разпространение
Разпространен е в САЩ.